# Codex Eyckensis
Il Codex Eyckensis è un evangeliario risalente all’ottavo secolo, costituito da due manoscritti che formavano un unico convoluto, presumibilmente dal dodicesimo secolo fino al 1988. Il Codex Eyckensis è il libro più antico del Belgio. Fin dall'ottavo secolo è stato conservato nel territorio che corrisponde oggi al comune di Maaseik. Il libro è stato probabilmente prodotto nello scriptorium dell'Abbazia di Echternach.

## Descrizione del manoscritto A e del manoscritto B

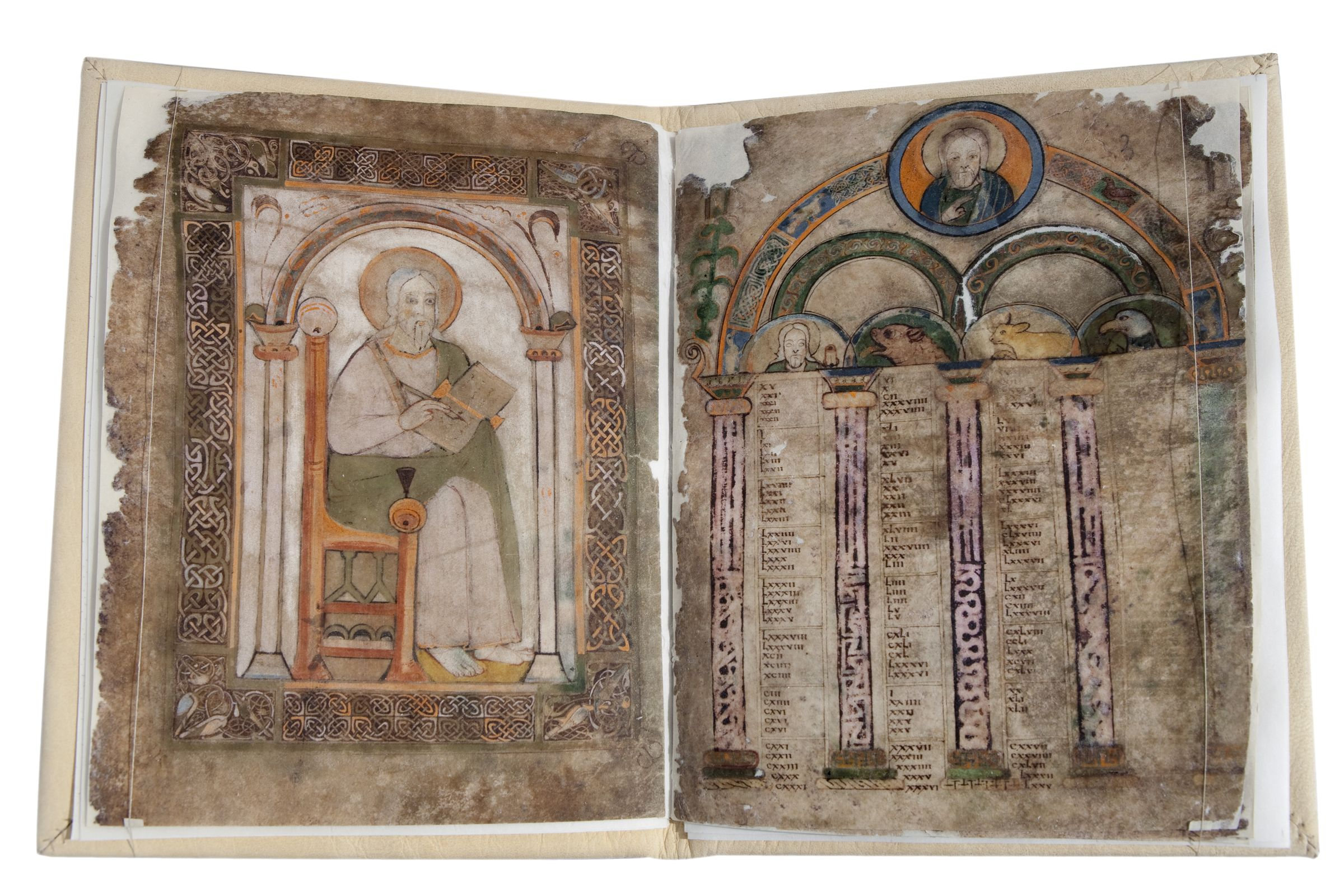
Il Codex Eyckensis, manoscritto A, ritratto di un evangelista a pagina intera e Tavole Canoniche

Il Codex Eyckensis è composto da due evangeliari su 133 fogli di pergamena della misura di 244 x 183 mm ciascuno. 
Il primo manoscritto (Codex A) è incompleto. È costituito da cinque fogli, che iniziano con il ritratto di un evangelista a pagina intera (raffigurante presumibilmente San Matteo), seguiti da una serie incompleta di otto Tavole Canoniche. Il ritratto dell'Evangelista è in stile Italiano-Bizantino, con chiaro riferimento all'Evangeliario Barberini, conservato attualmente nella Libreria Vaticana (Barberini Lat. 570). Il ritratto è contornato da un bordo ad intreccio in stile anglosassone, simile agli elementi decorativi presenti nell'Evangeliario di Lindisfarne.
Le Tavole Canoniche offrono una visione d'insieme sui passaggi corrispondenti nei quattro Vangeli. In questo modo, le Tavole Canoniche fungono da sommario e da indice per accedere rapidamente ai testi. Le Tavole Canoniche del manoscritto A sono decorate con colonne e arcate,i simboli dei quattro Evangelisti e i ritratti di santi.
Il secondo manoscritto (Codex B) contiene una serie completa di dodici Tavole Canoniche e di tutti e quattro i Vangeli. Le Tavole Canoniche sono abbellite da colonne e arcate, dalle rappresentazioni degli Apostoli e dai simboli degli Evangelisti. I testi dei vangeli sono scritti nella forma arrotondata del minuscolo insulare, che era lo stile caratteristico dei manoscritti di origine britannica e irlandese del settimo e ottavo secolo, tuttavia usato anche nell'Europa continentale. La lettera maiuscola iniziale di ciascun paragrafo è evidenziata con punti rossi e gialli. Il testo è stato ricopiato da un unico amanuense.
Il testo evangelico è una versione della Vulgata, principalmente come tradotta da San Girolamo (Girolamo di Stridone, 347–420 DC), con una serie di aggiunte e trasposizioni. Versioni paragonabili dei testi evangelici si trovano nel Libro di Kells (Dublino, Trinity College, ms 58), nel Libro di Armagh (Dublino, Trinity College, ms 52) e nell'Evangeliario di Echternach (Parigi, Biblioteca Nazionale Francese, ms Lat.9389).

## Storia (dall'origine al XX secolo)

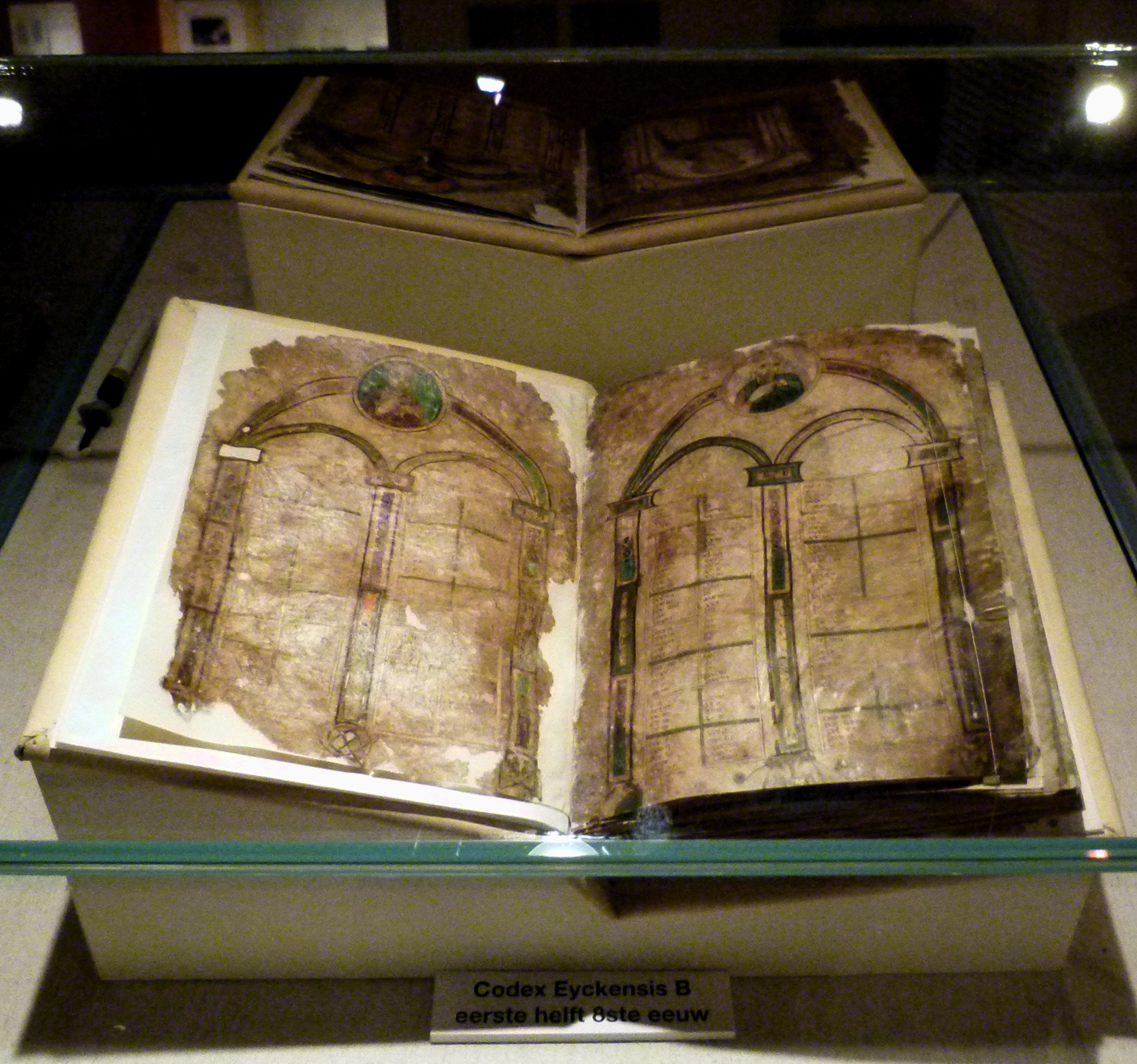
Il Codex Eyckensis visualizzato nella chiesa santa caterina a Maaseik

Il Codex è stato conservato presso l'antica Abbazia Benedettina di Aldeneik, consacrata nel 728 DC. Il nobile Merovingio Adelardo, Signore di Denain, e sua moglie Grinuara fondarono questa abbazia per le loro figlie Harlinda e Relinda in “un piccolo e inutile bosco” vicino al fiume Meuse. Il convento fu chiamato Eyke (“quercia”) per gli alberi di quercia che crescevano nel luogo. Successivamente, via via che il villaggio vicino di Nieuw-Eyke (“nuova quercia, oggi Maaseik) si espandeva e cresceva in importanza, il nome del villaggio originale diventò Aldeneik (“vecchia quercia”). San Villibrordo consacrò Harlinda come prima badessa di questa comunità religiosa. Dopo la sua morte, San Bonifacio consacrò sua sorella Relinda come suo successore.
Il Codex Eyckensis fu usato nel convento per studiare e promulgare gli insegnamenti di Cristo. Entrambi gli evangelistari che ora costituiscono il Codex Eyckensis furono probabilmente portati dall'Abbazia di Echternach ad Aldeneik da San Villibrordo.
I due manoscritti vennero uniti in un'unica rilegatura, più probabilmente nel corso del dodicesimo secolo.
Nel 1571 l'Abbazia di Aldeneik fu abbandonata. Dalla metà del decimo secolo, le suore Benedettine furono sostituite da un collegio maschile di religiosi. Con la crescente minaccia delle guerre di religione, i canonici si rifugiarono nella città fortificata di Maaseik. Portarono con sé i tesori della chiesa, tra cui il Codex Eyckensis, da Aldeneik alla Chiesa di Santa Caterina.

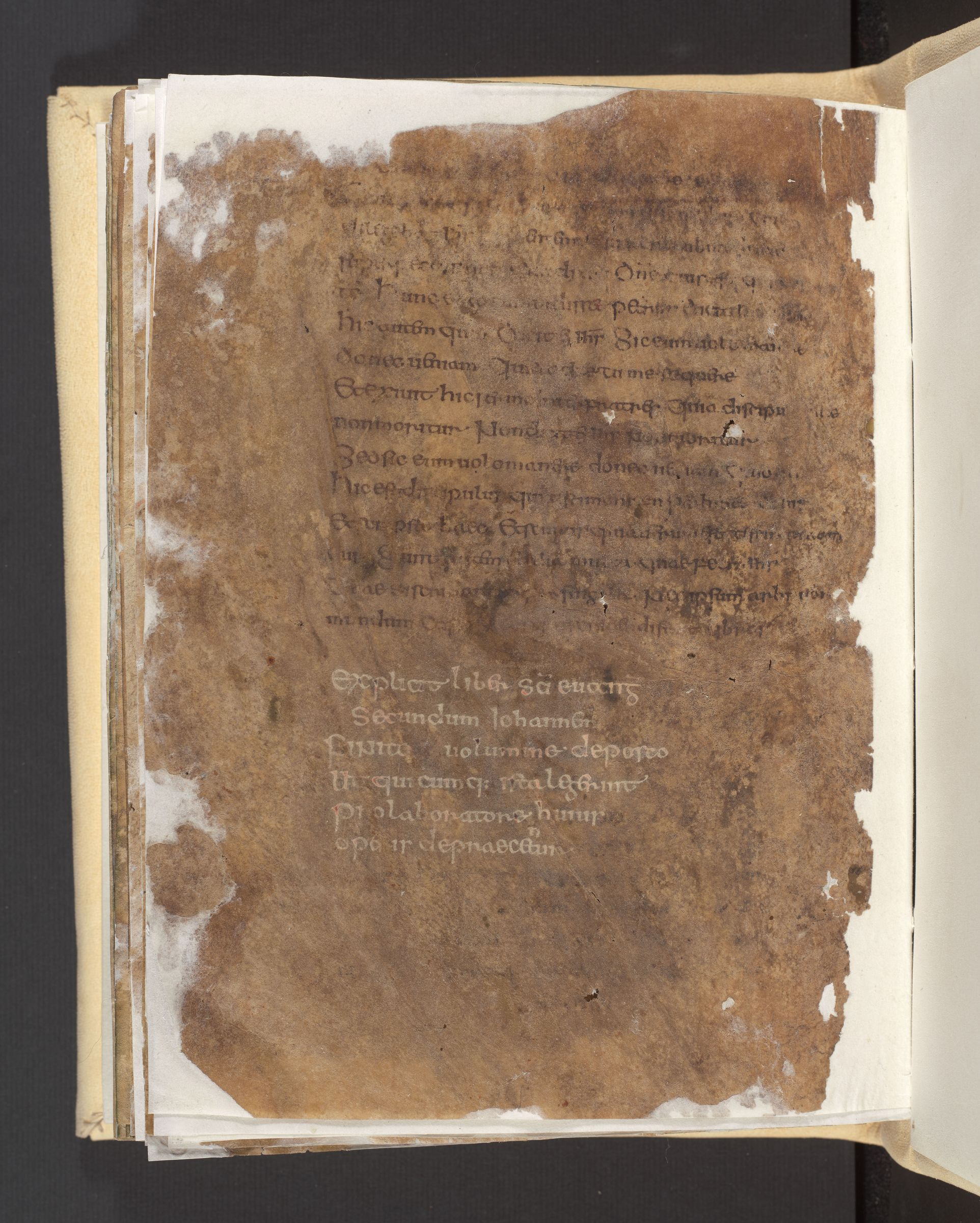
Il Codex Eyckensis, manoscritto B, pagina di testo

## Autore
Per secoli si è creduto che il Codex Eyckensis fosse stato scritto da Harlinda e Relinda, le prime badesse dell'Abbazia di Aldeneik, che vennero successivamente canonizzate. La loro agiografia fu scritta nel corso del nono secolo da un prete locale. In questo testo si afferma che anche Harlinda e Relinda hanno scritto un evangelistario. Durante il nono secolo il culto delle reliquie delle sorelle sante diventò sempre più importante, includendo la venerazione del Codex Eyckensis, che ispirò una profonda devozione in quanto era l'opera prodotta dalle stesse Harlinda e Relinda.
Tuttavia, le righe finali del secondo manoscritto escludono esplicitamente questa origine: Finito volumine deposco ut quicumque ista legerint pro laboratore huius operis depraecentur (terminato questo volume, chiedo a tutti quelli che lo leggono di pregare per il lavoratore che ha realizzato questo manoscritto). La forma maschile laborator (“lavoratore”) indica chiaramente che l'autore del manoscritto era un uomo.
Un'analisi comparativa eseguita nel 1994 da Albert Derolez (Università di Ghent) e da Nancy Netzer (Boston College) ha rivelato che il manoscritto A e il manoscritto B risalgono entrambi allo stesso periodo storico, che è molto probabile che siano stati creati nello stesso scriptorium dell'Abbazia di Echternach e che potrebbero perfino essere stati prodotti dal medesimo amanuense.

## Tentativo di conservazione e restauro nel 1957
Nel 1957 Karl Sievers, un restauratore di Düsseldorf, fece un tentativo per conservare e restaurare il Codex Eyckensis. Rimosse e distrusse la rilegatura in velluto rosso del XVIII secolo, quindi procedette con la laminatura di tutte le pagine del manoscritto con una pellicola trasparente adesiva. Si trattava di una pellicola in cloruro di polivinile (PVC), plasticizzata esternamente con diottilftalato. Con il trascorrere del tempo, questa pellicola produsse acido cloridrico, che attaccò la pergamena producendo un effetto ingiallito sulla pellicola stessa. Ne furono colpiti la trasparenza e il colore della pergamena e i polimeri presenti nella pellicola migrarono sulla pergamena, rendendola più friabile. Dopo la laminazione, Sievers rilegò il codice. A questo scopo, tagliò i bordi dei fogli trasparenti, causando la perdita di frammenti dell'illuminazione.

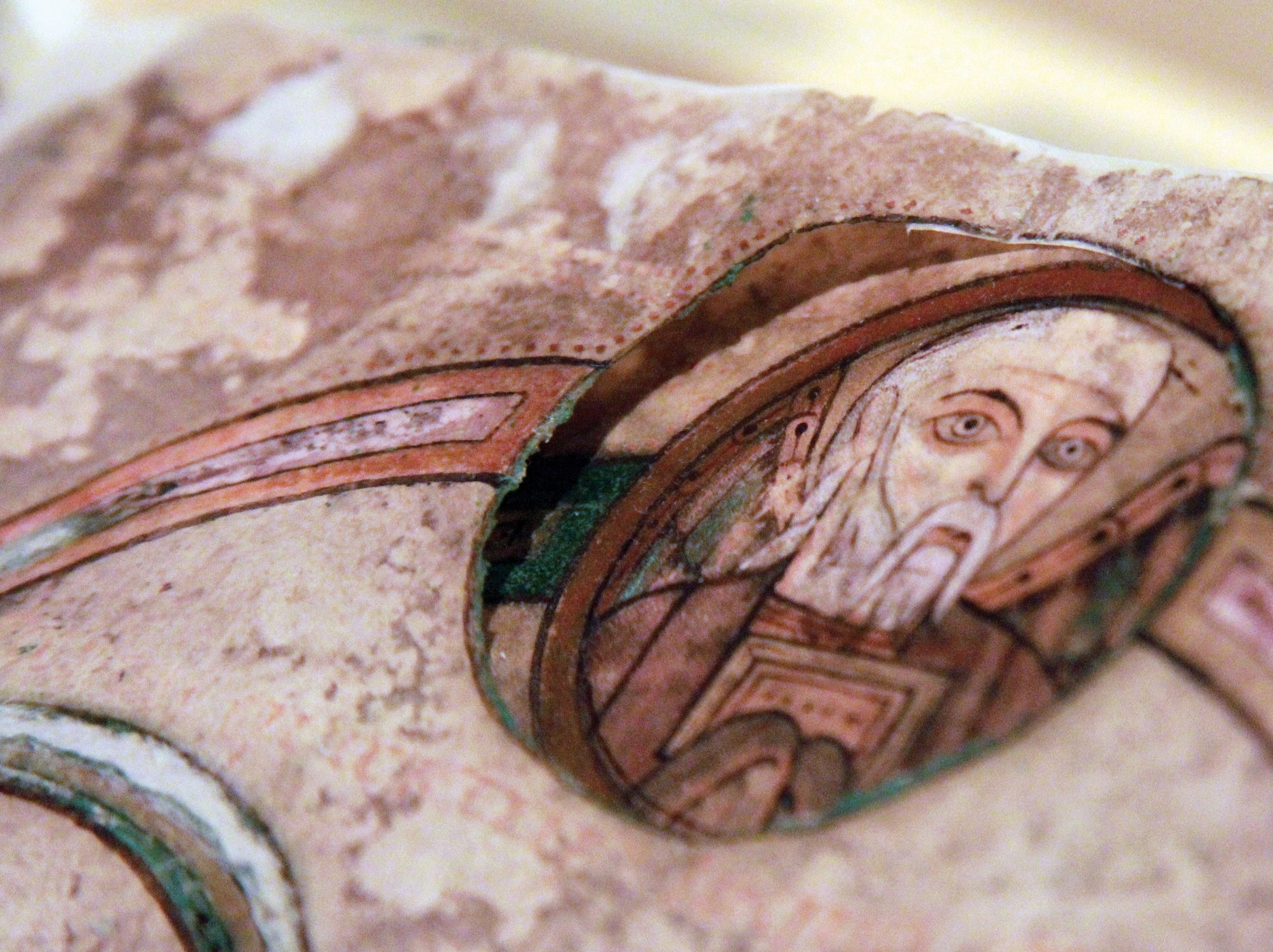
Il Codex Eyckensis, manoscritto B, dettaglio

In un nuovo approfondito restauro, eseguito tra il 1987 e il 1993, un team del Belgian Royal Institute for Cultural Heritage [link], guidata dal chimico Dr. Jan Wouters, ha rimosso meticolosamente la laminazione in PVC. Per il restauro della pagine dopo la rimozione della laminazione, è stata sviluppata un tecnica innovativa di scarnitura nella pergamena. Per completare il restauro, i due manoscritti che costituivano il Codex sono stati rilegati separatamente.

## Documentazione e digitalizzazione
La più antica documentazione fotografica del Codex Eyckensis risale a circa il 1916 (Bildarchiv Marburg). In occasione del restauro, il manoscritto è stato fotografato presso il Belgian Royal Institute for Cultural Heritage (KIK–IRPA). Un facsimile è stato pubblicato nel 1994.
Nel 2015 il Codex Eyckensis è stato digitalizzato [link] in loco nella Chiesa di Santa Caterina da Imaging Lab e Illuminare – Centro di Studio dell'Arte Medioevale | KU Leuven (Università Cattolica di Leuven). Questo progetto è stato realizzato sotto la guida del Prof. Lieve Watteeuw. Le immagini ad alta risoluzione sono state rese disponibili online in collaborazione con LIBIS (KU Leuven).
Il Codex Eyckensis è stato riconosciuto e protetto come patrimonio inamovibile nel 1986. Nel 2003 il Codex Eyckensis è stato dichiarato Capolavoro Fiammingo Archiviato il 5 febbraio 2017 in Internet Archive..

## Attuale ricerca
Nel corso degli anni 2016–2017, un team di ricerca di Illuminare – Centro per lo Studio dell'Arte Medioevale | KU Leuven (Prof. Lieve Watteeuw) e il Belgian Royal Institute for Cultural Heritage (Dr. Marina Van Bos) si dedicheranno nuovamente allo studio del Codex Eyckensis.